# روابط تایوان و مالزی
روابط مالزی و تایوان (انگلیسی: Malaysia–Taiwan relations) به روابط دیپلماسی دو جانبه بین مالزی و تایوان اشاره دارد. با در نظر گرفتن اینکه مالزی یک دفتر مرکزی تجاری در تایپه داشته و تایوان هم یک مرکز اقتصادی و فرهنگی در کوالا لامپور دارد، روابط اقتصادی و فرهنگی بین این دو، همچنان حفظ گردیده است.

## تاریحچه
هنگامی که در سال ۱۹۶۴، تایوان کنسولگری خود را در کوالالامپور افتتاح کرد، روابط بین آنها برقرار شد. پنج سال بعد، این روابط به سرکنسولگری ارتقاء یافت. هرچند در سال ۱۹۷۴، مالزی به خاطر برقراری روابط دیپلماتیک با چین، کنسولگری خود در تایپه را تعطیل کرد.